# Culti e templi dell'antica Siracusa

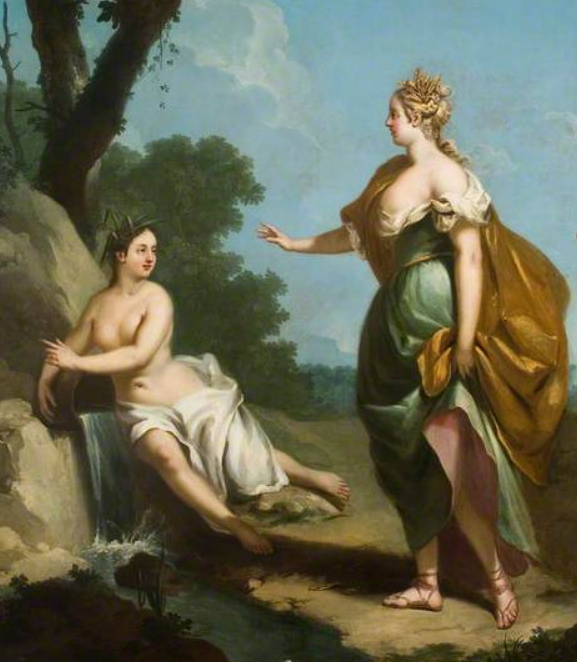
Nelle campagne della polis di Siracusa la ninfa elea Aretusa dialoga con la dea Demetra (dipinto del XVIII secolo, Francesco Sleter)

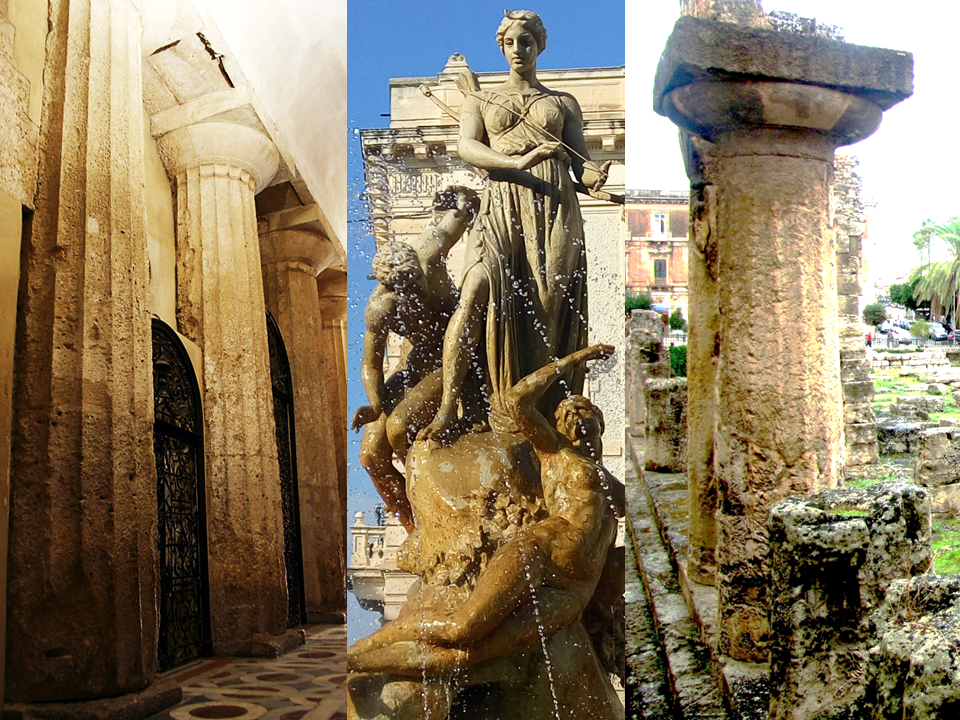
I templi e i culti di Siracusa; in sequenza: il tempio di Atena, il culto di Artemide, il tempio di Apollo

I culti e templi dell'antica Siracusa risalgono all'epoca preistorica, greca e romana della città.
Siracusa (in greco antico: Συϱάϰουσαι?, Syrakousai) durante l'epoca greca fu il principale centro culturale e religioso della Sicilia. Grazie ai contatti con i diversi popoli del Mediterraneo la polis si arricchì di culti e dèi venerati presso i templi.
Nella città si trovano i resti archeologici del più antico tempio siciliano edificato in stile dorico e dedicato al dio del sole Apollo. Nel parco archeologico della Neapolis, inoltre, sorge una delle più vaste aree votive dell'antichità: l'Ara di Ierone. 
Una peculiarità siracusana è quella di avere incorporato interamente uno dei suoi templi più importanti, il tempio di Atena, facendolo divenire una chiesa cristiana (cattedrale della Natività di Maria Santissima); ancora oggi è possibile ammirarne le imponenti colonne, collocate in entrambi i lati delle navate dell'edificio. Un altro antichissimo tempio, consacrato a Demetra e Kore, è stato incorporato nell'area del santuario della Madonna delle Lacrime di Siracusa.

## Siracusa e le ninfe
(Siracusa: storie di ninfe celebri.)

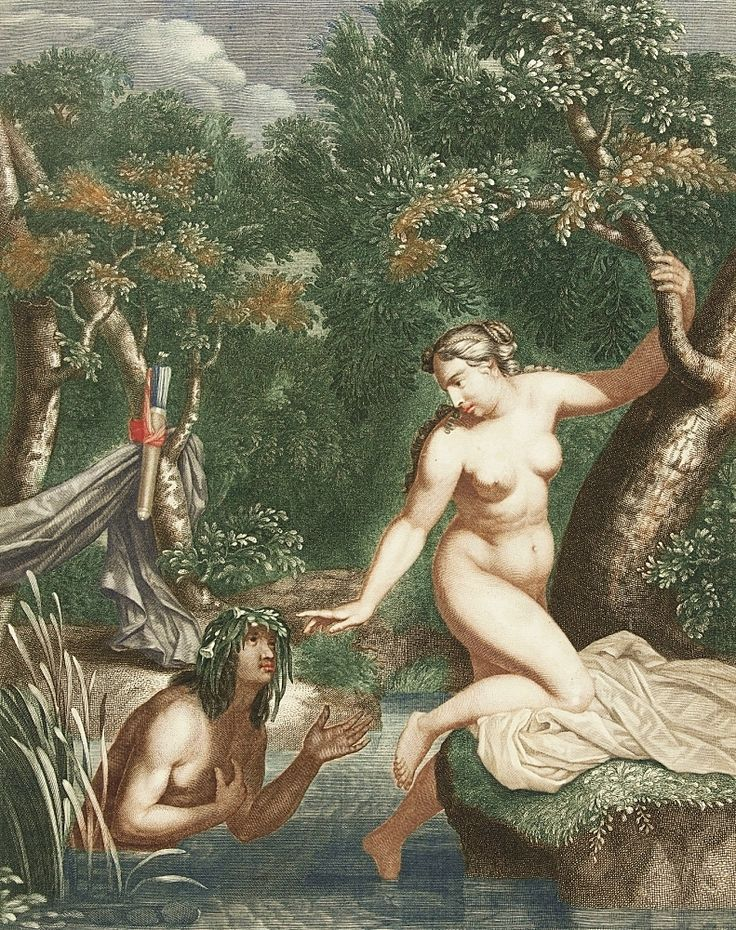
L'incontro tra il dio fluviale Alfeo e la ninfa Aretusa (dipinto di Abraham Bloteling)

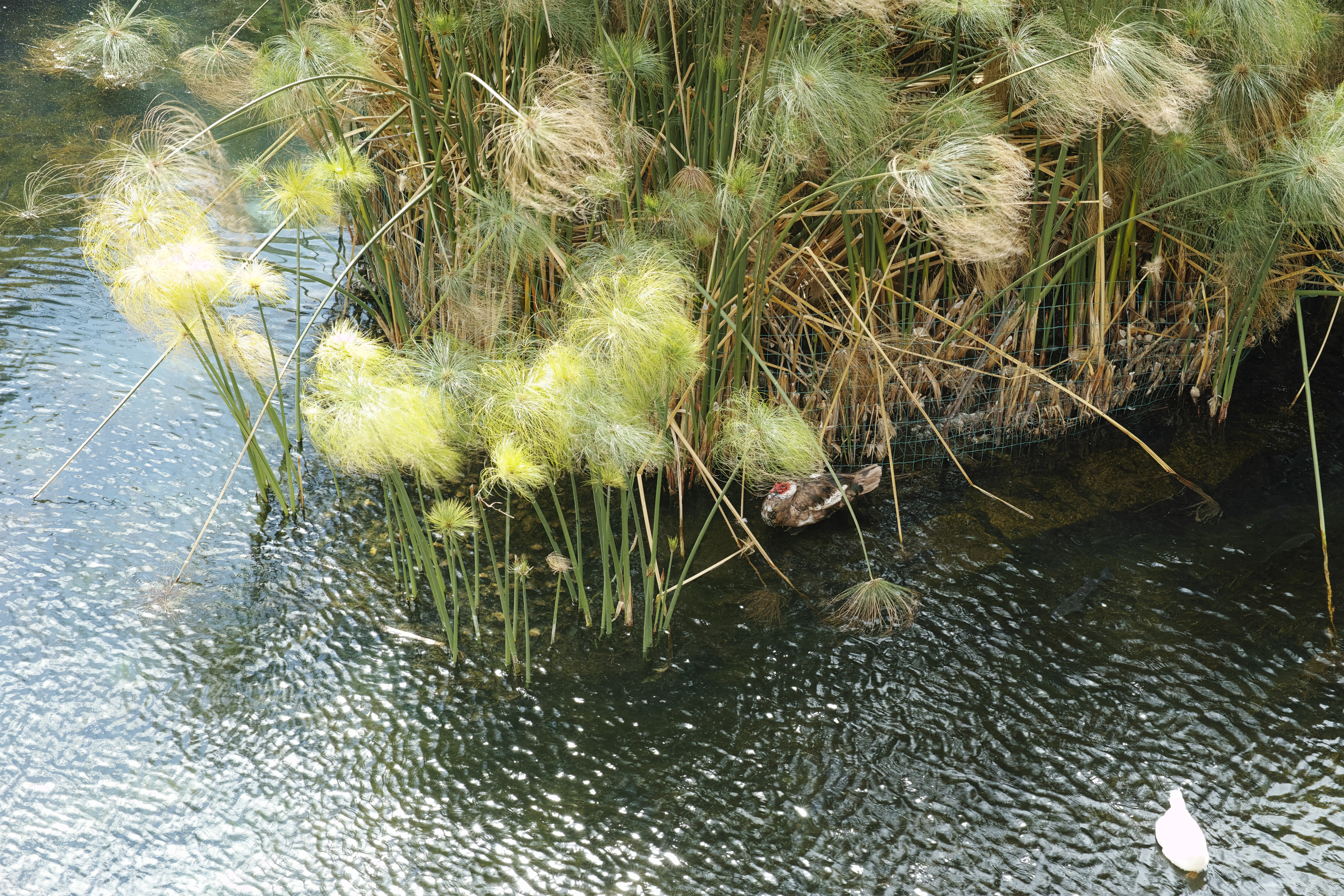
La fonte Aretusa che sgorga nell'isola di Ortigia

Siracusa è un luogo ricolmo di acqua, sia dolce che salata. Circondata dal mare, al suo interno si sviluppano numerose sorgenti, grazie alla falda freatica iblea. Sorgenti, letti di fiumi e paludi vennero consacrate dai Siracusani a divinità del mondo acquatico. Per comprendere la grande importanza dell'acqua per questa città, basti considerare che finanche il suo nome, secondo le fonti, deriverebbe da una delle sue paludi: «Syraka», il cui significato sarebbe per l'appunto «abbondanza di acqua».
Le sue sorgenti divennero ben presto sede delle ninfe: creature femminili protettrici della natura e degli esseri umani. Siracusa legò particolarmente il suo nome a due ninfe: Aretusa e Ciane; entrambe furono tumultuosamente tramutate in acqua pura: la prima divenne la fonte che sgorga nell'isola consacrata ad Artemide, Ortigia, mentre la seconda formò la fonte consacrata a Kore, sua divina compagna. Il fatto che entrambe le fonti furono sede di culto - i pesci della fonte Aretusa erano sacri e nelle acque della fonte ciane si compivano sacrifici - acuisce la sacralità rappresentata dall'elemento acquatico: l'acqua come simbolo di vita, di purificazione, di rinascita.
Per i Siracusani la fonte Aretusa recava in sé le acque sacre del fiume Alfeo proveniente dall'Elide (Ibico, Scoli a Teocrito, I, 117), poiché il suo eponimo, il dio fluviale Alfeo, figlio del Titano Oceano, si era perdutamente invaghito di una ninfa seguace di Artemide, Aretusa; questa per sfuggirgli invocò la sua dea che colta da pietà la mutò in fonte. Alfeo ridiventò a sua volta fiume ed entrambi sprofondarono sottoterra nel solco aperto da Artemide, riaffiorando in superficie nell'isola sacra di Artedime, Ortigia. In verità si narra che un tempo la bramosia di Alfeo fosse rivolta alla stessa Artemide, in Siracusa infatti si venerava l'Artemide Alfeiola, solo in seguito la sua figura sarebbe stata sostituita da quella della ninfa.
La ninfa Ciane ebbe un popolare culto a Siracusa, probabilmente trasportato dall'Eubea - poiché in origine Siracusa è stata coinvolta dalla presenza euboica - e la fonte Ciane potrebbe essere un ricordo euboico delle argonautiche rupi o isole-roccia Cianee (vd. anche la figura di Cianippo che indica sia un re di Argo e sia il padre di Ciane in un'altra versione meno nota del mito). Il culto per Ciane è legato al letto del fiume Ciane, sito appena fuori dalla porta sud di Siracusa, e alla sua omonima fonte. Ciane, in greco antico: Κυανῆ?, Cyăne, significa «azzurro», narra il mito che fosse compagna della dea Kore, detta Persefone, figlia di Demetra e signora della primavera.

### Il legame tra Ciane, Kore, Aretusa e Demetra

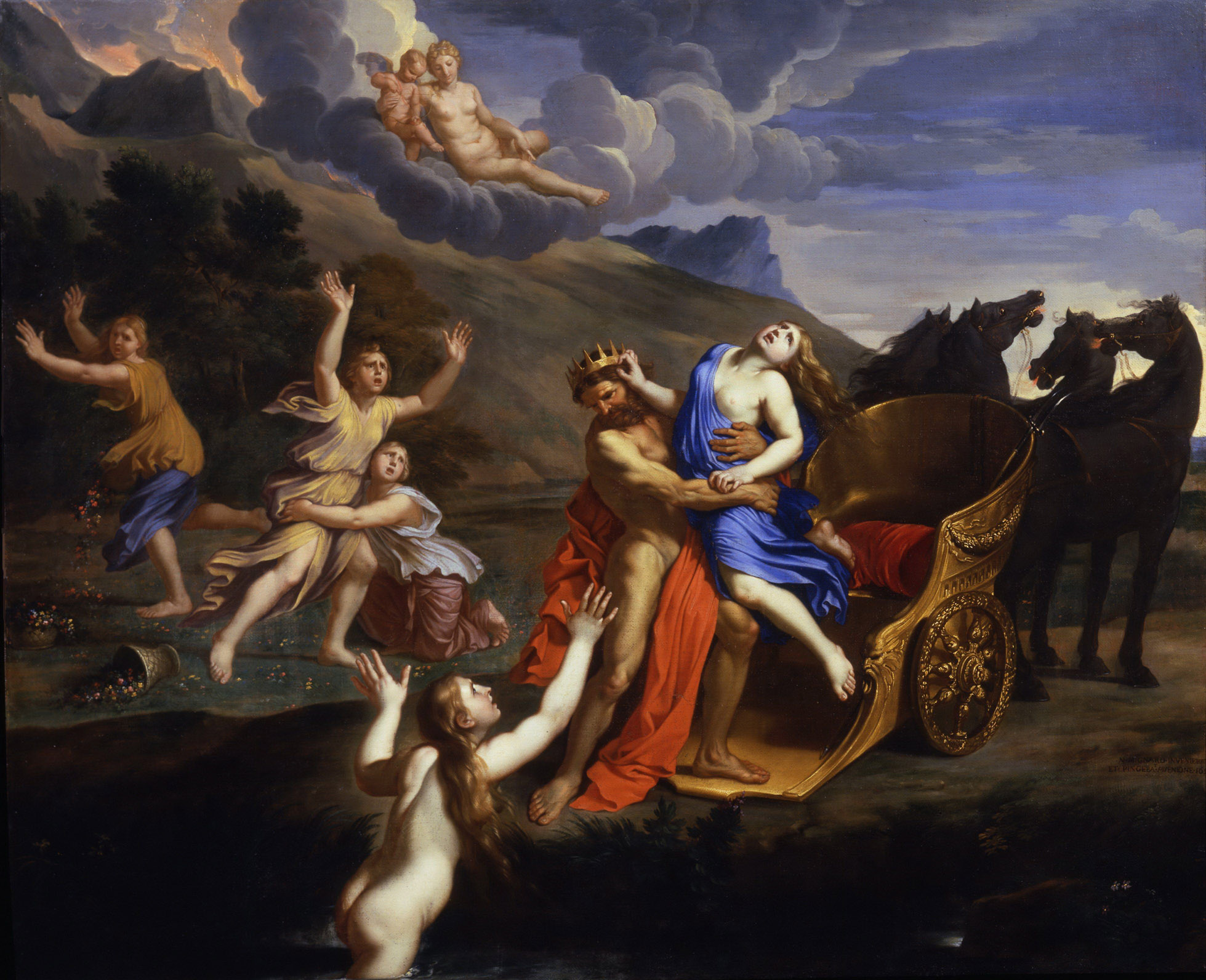
Ciane esce dall'acqua tentando di fermare il dio Plutone che rapisce Kore (dipinto di Nicolas Mignard, XVII sec.)

Narra Ovidio che Kore venne rapita presso le campagne fiorite di Enna dal dio Plutone, re dell'Ade, e che Ciane, sua amica, tentò di salvarla cercando di trattenere il carro del dio, ma questi giunto alle porte di Siracusa, con il suo tridente trasformò Ciane in una fonte e si immerse in essa, scomparendo sott'acqua con Kore e aprendo da lì un varco per il suo tenebroso regno. La madre Demetra giunta presso la fonte incontrò Aretusa la quale le disse di aver visto in quelle acque galleggiare Persefone, divenuta ormai regine dell'Ade. Demetra colta dall'ira devastò allora le campagne della Sicilia.
(Ovidio, Metamorfosi, V, 487-497.)

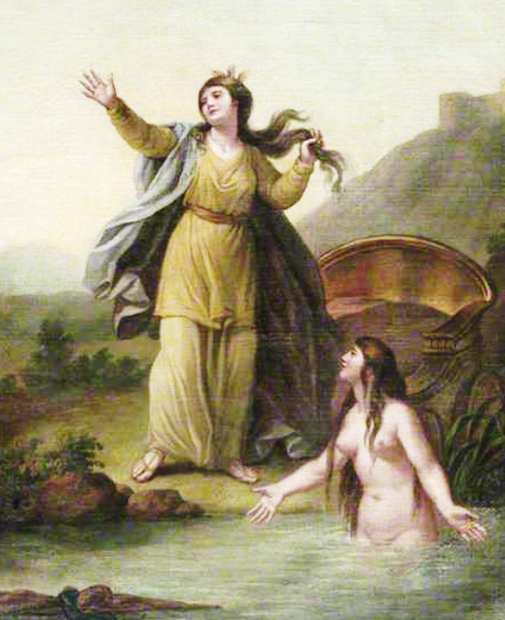
Aretusa informa Demetra del rapimento di Kore (dipinto di William Hamilton, XVIII sec.)

Ercole arrivato a Siracusa si recò presso la fonte e in onore di Persefone vi sacrificò uno dei suoi tori più belli, ordinando e insegnando ai Siracusani come fare i sacrifici ogni anno per commemorare il rapimento di Kore, la figlia della dea della Terra e il gesto eroico di Ciane, divinità della natura. Si istituirono così, per volere di Ercole, le panegiris.

### Il tempio di Ciane

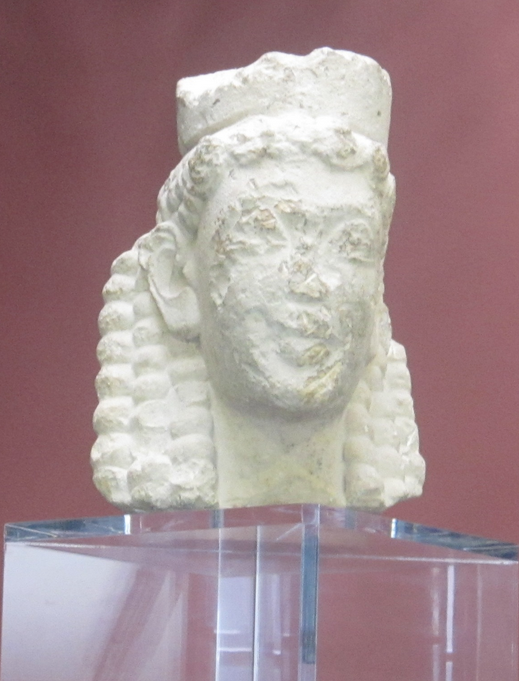
Probabile raffigurazione della ninfa Ciane, VI secolo a.C., rinvenuta a est del fiume Ciane

Diodoro Siculo dà testimonianza di un tempio dedicato a Ciane nei pressi del tempio di Zeus Olimpico: lo storico di Agira afferma che Dionisio I e il suo esercito, nel 396 a.C., per sorprendere i Cartaginesi durante uno degli assedi perpetrati durante le guerre greco-puniche, si accampò presso il tempio di Ciane.
I resti calcarei di questo tempio, o santuario, sono stati riconosciuti dall'archeologo Francesco Saverio Cavallari in un sito poco distante dal fiume Ciane, nei pressi delle sue sorgenti, tra Cozzo Pantano e Cozzo Scandurra, nel quale sono stati rinvenuti elementi architettonici e votivi d'epoca arcaica. Alcuni di essi, come dei grandi recipienti trovati allineati lungo la parete, ricordano esattamente il culto delle ninfe, alludendo alla descrizione omerica dell'antro delle Naiadi presso Itaca:
(Omero, Odissea, 13, 105-109, trad. di R. Calzecchi Onesti.)
Vicino a questo sito è stata rinvenuta una testa di una divinità, identificata come tale grazie alla presenza in cima al capo del Polos; ornamento che conferiva sacralità alle figure femminili, essa è stata scolpita in stile dedalico agli inizi del VI secolo a.C. con il calcare del Plemmirio (sito siracusano prossimo al Ciane e all'Anapo), ed è divenuta celebre poiché vi si è identificata, data la vicinanza con il presunto santuario, il volto della ninfa Ciane.

## Gli Olimpi

### Afrodite

#### L'Afrodite Callipigia di Siracusa
Afrodite è venerata sotto diversi nomi, ma soprattutto tramite la leggenda delle sorelle Kallipige. Cicerone parla dell'esistenza di un tempio in Ortigia.

### Apollo
(Omero, Odissea, libro XV, vv. 402-404; 409-414;)
Ad Apollo era dedicato il primo tempio greco della Sicilia in Ortigia. Inoltre Cicerone, parla di una statua di Apollo Temenite presso l'omonimo colle. Plutarco parla delle feste Carnee, dedicate ad Apollo Carneio.

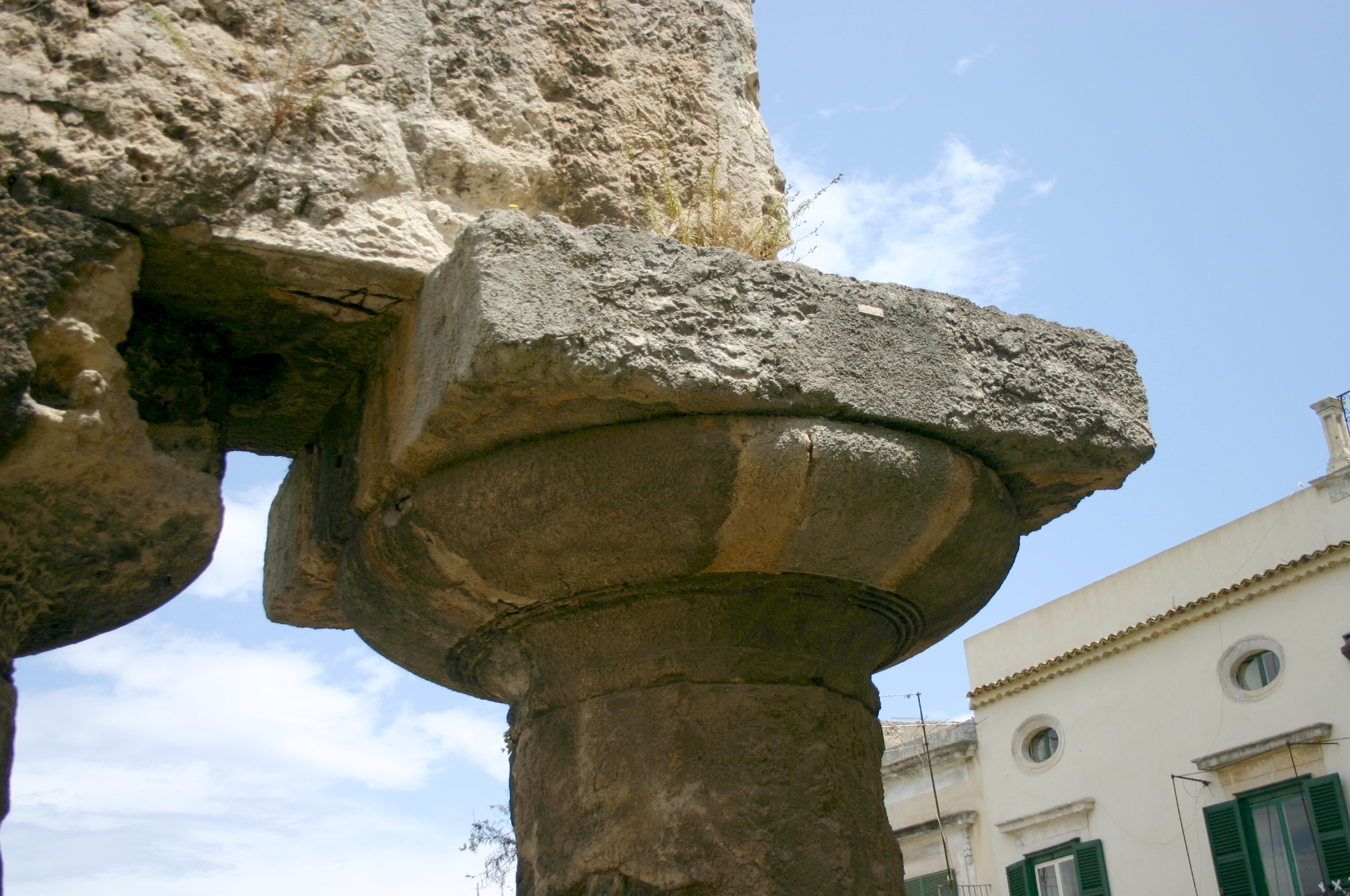
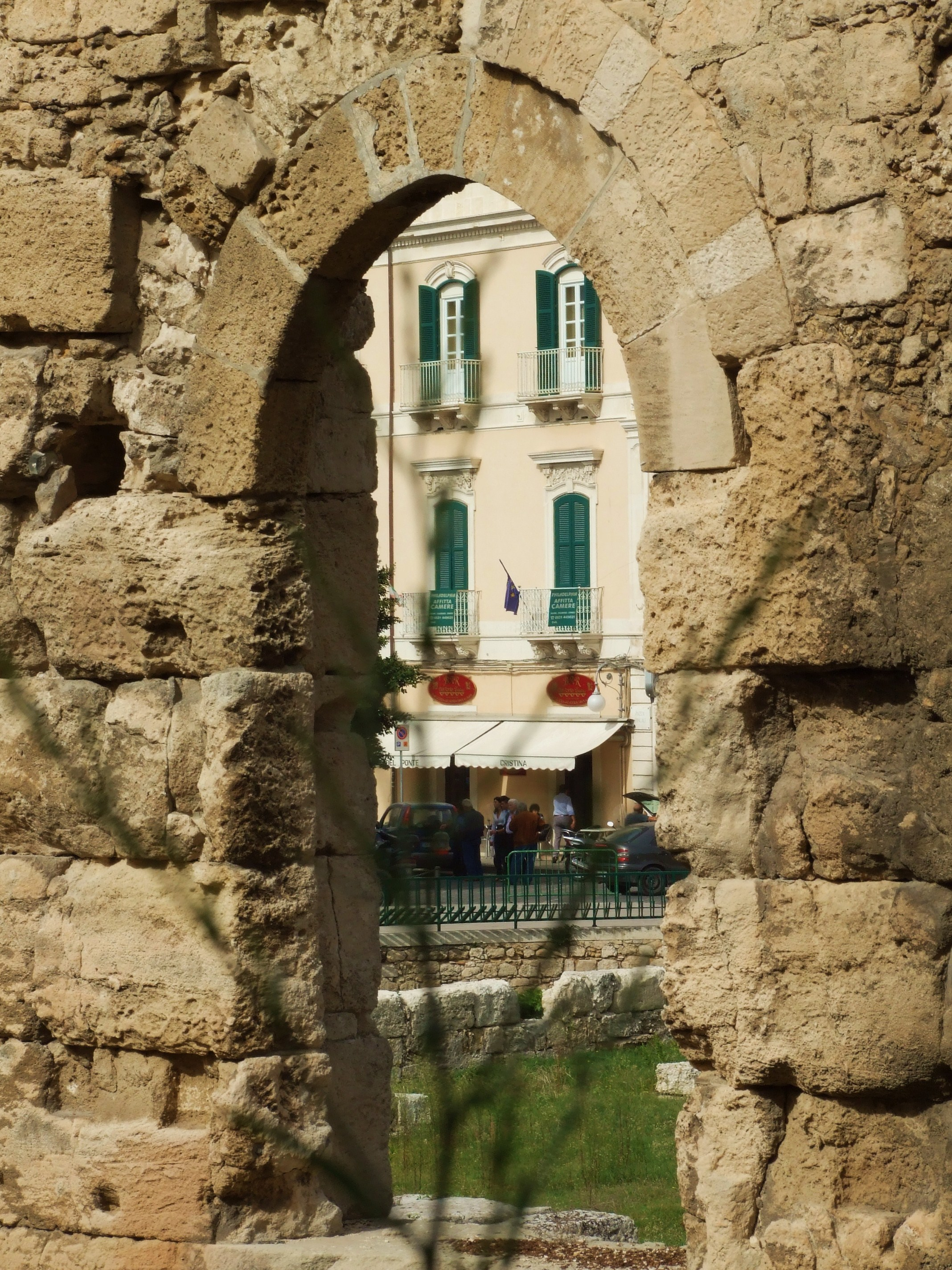
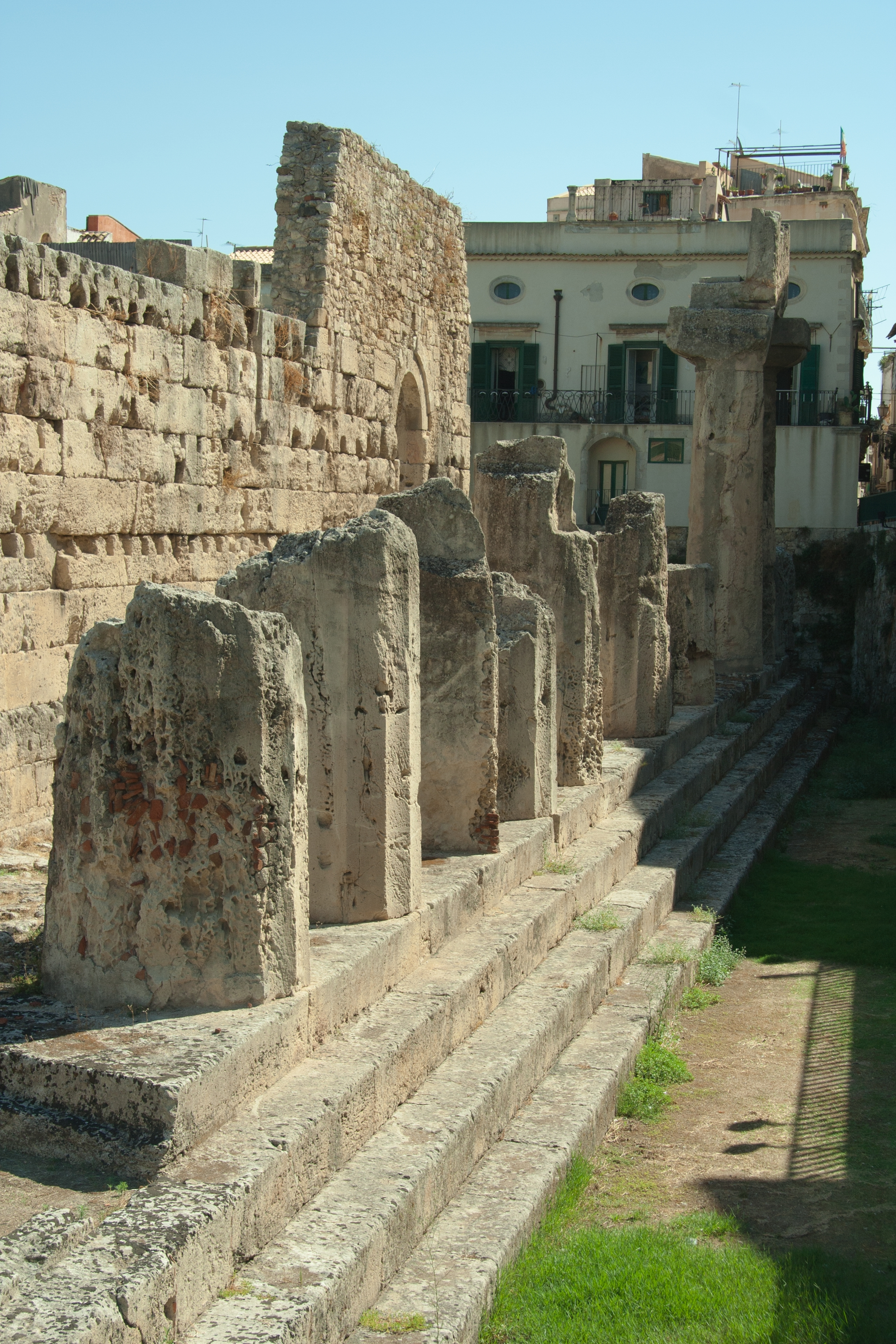
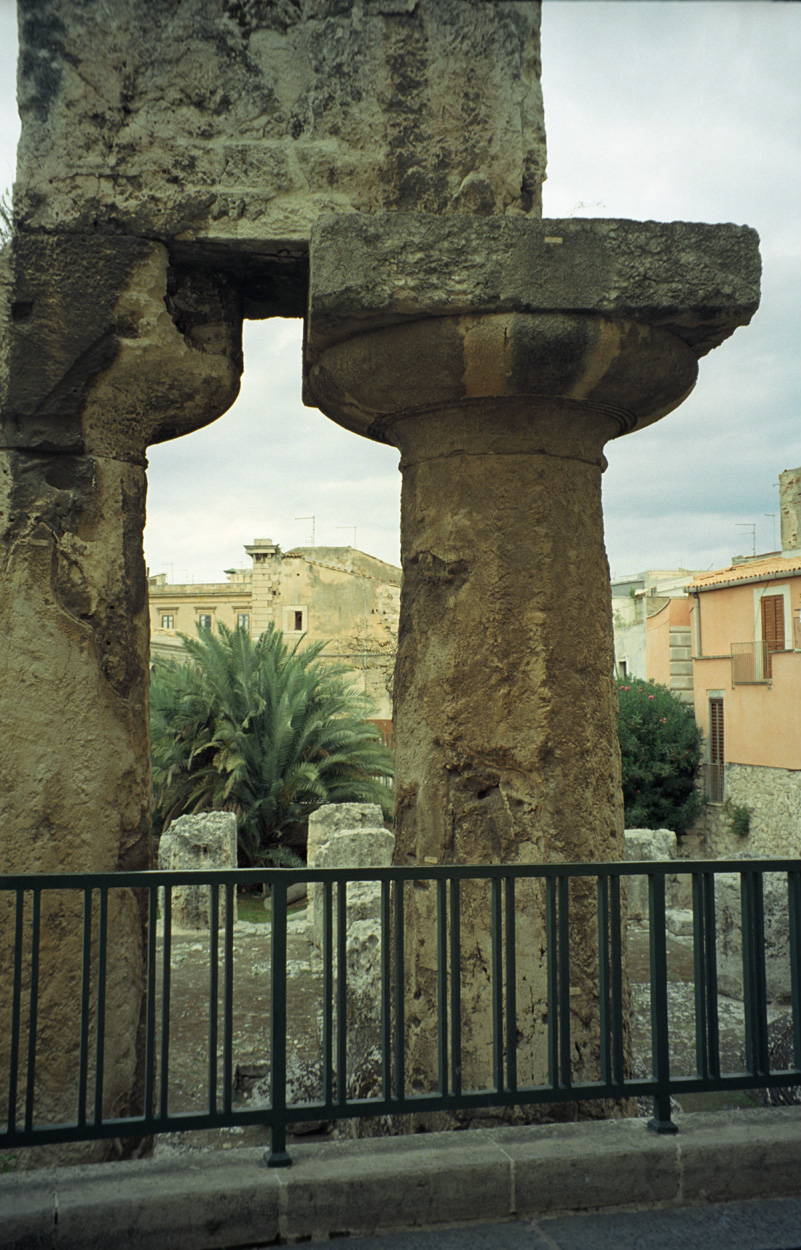
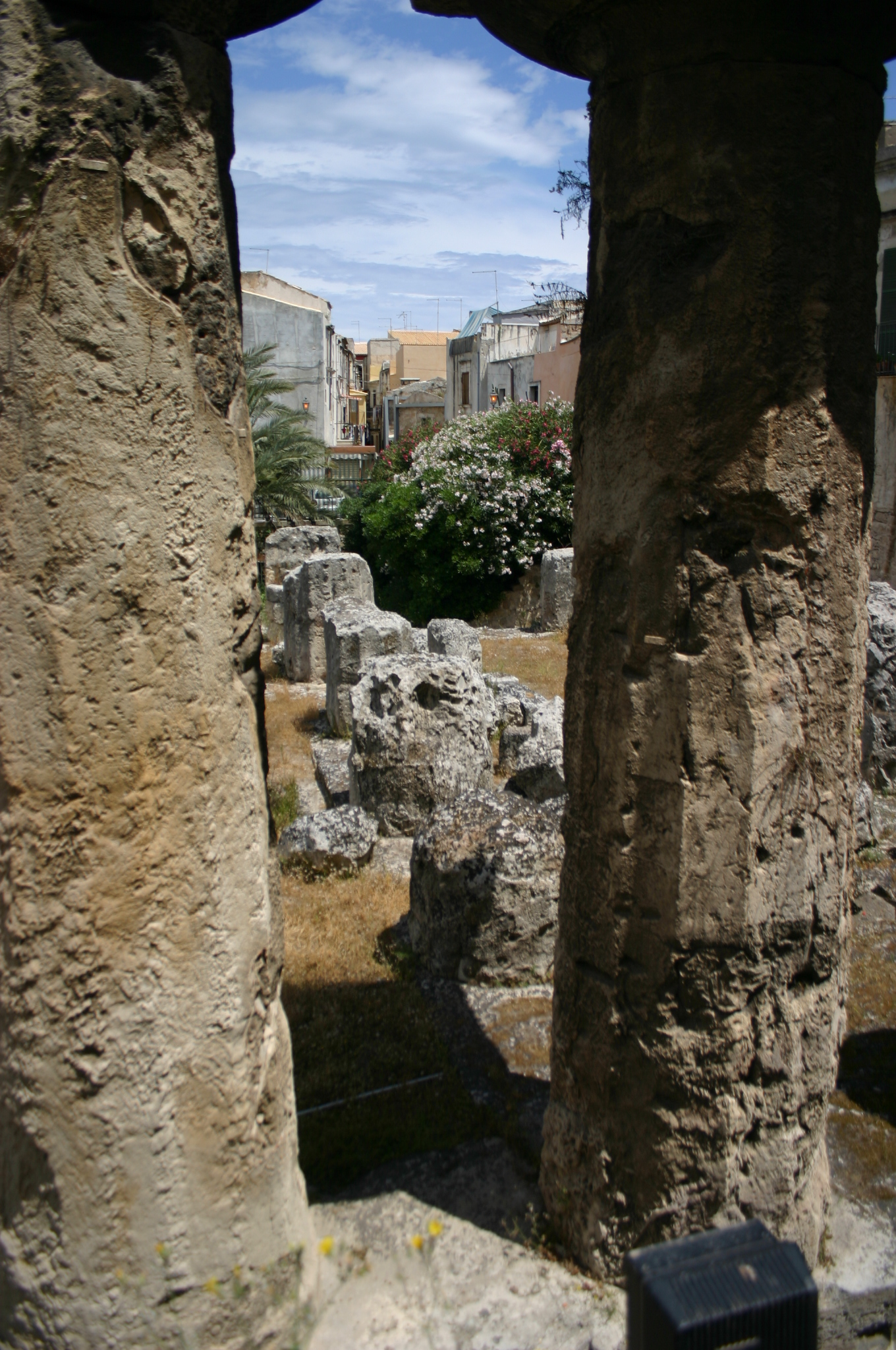

Panoramica del tempio di Apollo

### Ares

#### Lapoliscome sacro terreno di Ares
τέμενος Ἄρεος,
ἀνδρῶν ἵππων τε σιδαροχαρμᾶν δαιμόνιαι τροφοί,
ὔμμιν τόδε τᾶν λιπαρᾶν ἀπὸ Θηβᾶν φέρων
μέλος ἔρχομαι ἀγγελίαν τετραορίας ἐλελίχθονος»
(Pindaro, Pitica II, ΙΕΡΩΝΙ ΣΥΡΑΚΟΣΙῼ, ΑΡΜΑΤΙ, vv. 1-11.)

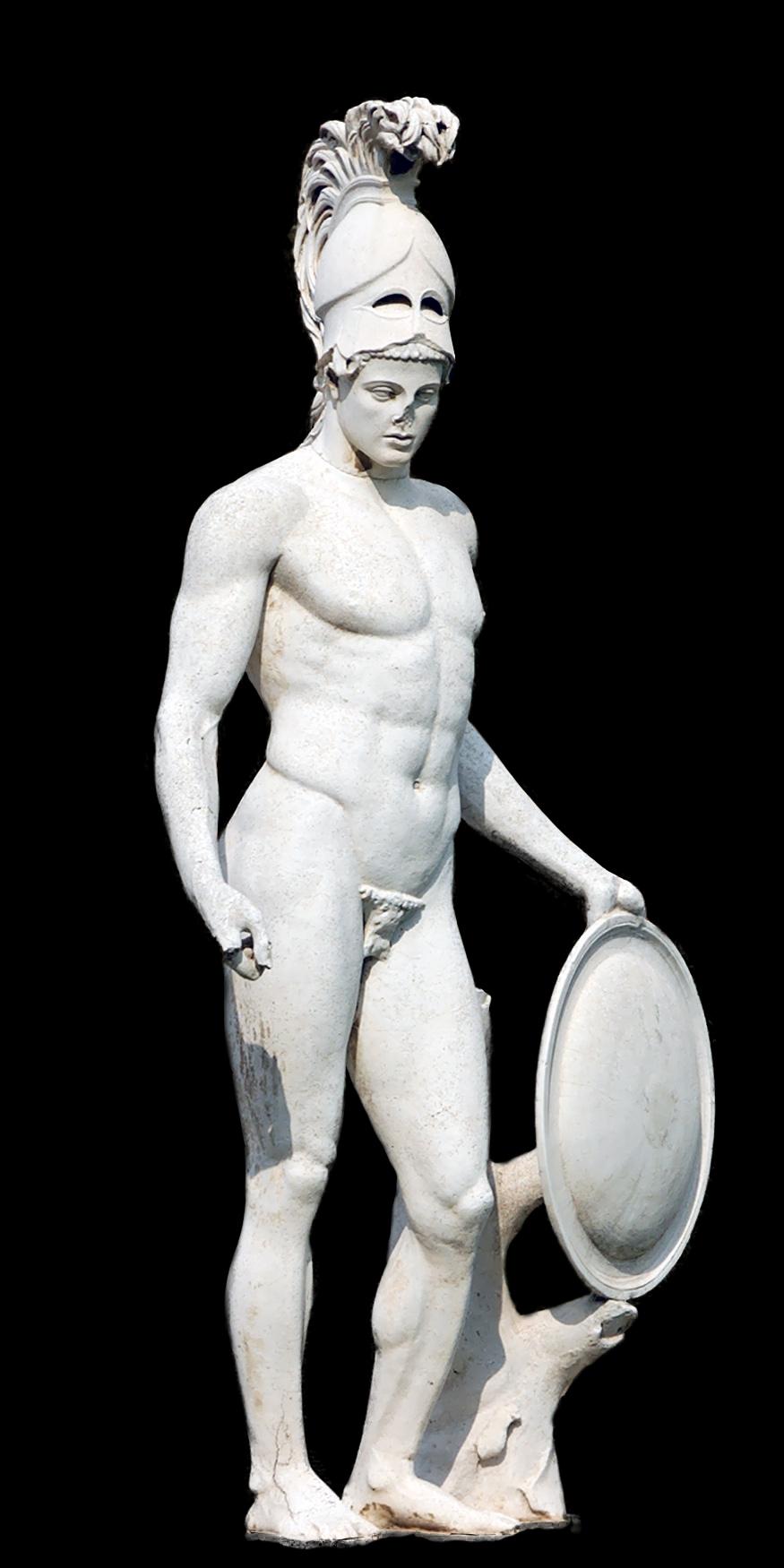
Il dio della guerra Ares

Il tebano Pindaro definisce Siracusa «tempio» del dio della guerra Ares (traducibile anche come «sacrario» e «sacro terreno» di Ares), tuttavia il culto per questo bellicoso dio non sembra aver messo salde radici in Sicilia né tanto meno a Siracusa; è pur vero che esso compare nelle monete dei siracusani, ma solo dopo il 212 a.C., ovvero dopo l'avvenuta conquista della polis da parte dei Romani. La frase dunque che fa di Siracusa un luogo sacro al dio della guerra è attribuibile esclusivamente al ruolo egemone ricoperto dalla città sul campo di battaglia; innumerevoli sono infatti i conflitti intrapresi dai Siracusani in epoca antica.
L'epoca in cui scrive Pindaro è quella del tiranno Ierone I, periodo in cui la polis di Siracusa doveva apparire in perenne stato di guerra: Ierone, ereditando l'apparato bellico introdotto da Gelone, fece largo uso di mercenari; situazione che sarà accentuata sotto Dionisio I, che farà dell'esercito siracusano il primo per numero di mercenari, facendolo divenire il più variegato del mondo greco (a Siracusa giungevano guerrieri dalla Gallia, dall'Italia, dall'Iberia, dall'Africa e dalla Grecia). Ritornando al periodo di Pindaro, il 476 a.C. è anche l'anno in cui la polis aretusea dichiarò guerra alle città ioniche di Nasso e Katane, conquistandole e deportandone gli abitanti. Nel frattempo, 474 a.C., le sue navi giunte nel mar Tirreno si scontrarono con quelle etrusche, riportando la vittoria nelle acque di Cuma e facendo di Pitecusa un altro possedimento siracusano, chiudendo in questo modo le porte del Tirreno ad Atene. Si alimentava così la rivalità egemonica degli Ateniesi nei confronti dei Siracusani che avrebbe infine portato al celebre scontro tra le due poleis. Il Tebano fu testimone di tutto ciò e scrisse di Siracusa osservando gli eventi da Aitna, nuova fondazione ieroniana di dori Siracusani e peloponnesiaci alle falde dell'Etna. In altri scritti pindarici è la guida della polis Ierone I, «padre eponimo di riti venerandi, fondatore di Etna», che viene velatamente comparato a un dio, allo stesso Zeus Etneo, figlio di Crono, il cui culto fu dal Siracusano stabilito ad Aitna/Etna.
(Pindaro, sui nemici dei Siracusani, Pitiche, 1, vv. 133-142.)
Approfondendo quindi il contesto storico appare più che giustificata l'espressione di Pindaro che vede in Siracusa un luogo caro alla più bellicosa delle divinità olimpiche.
La polis di Siracusa giocò inoltre un ruolo primario, se pur indirettamente, nella diffusione in alcune aree dell'isola del culto di Ares, poiché fu essa ad assoldare i Mamertini, mercenari italici della Campania devoti al dio della guerra (essi si dicevano suoi discendenti), i quali ribellatisi ai Siracusani si stabilirono presso Messana, portando con sé la devozione per Ares, città nella quale compaiono a seguito della loro presenza le monete di Ares giovanile con alloro sul capo.

### Artemide
κλεινᾶν Συρακοσσᾶν θάλος Ὀρτυγία,
δέμνιον Ἀρτέμιδος,
Δάλου κασιγνήτα, σέθεν ἁδυεπὴς
ὕμνος ὁρμᾶται θέμεν
αἶνον ἀελλοπόδων μέγαν ἵππων, Ζηνὸς Αἰτναίου χάριν»
(Pindaro, Nemean I, ΧΡΟΜΙΩι ΑΙΤΝΑΙΩι ΙΠΠΟΙΣ, 1-6.)
La dea Artemide ha un forte riscontro nell'isola di Ortigia dove sorgeva un suo tempio e uno dei culti più importanti in Sicilia. Inoltre la rappresentazione della dea in alcune monete, la fa associare alla protezione della città. Probo e Diomede parlano di una festa ad essa dedicata poiché la dea liberò la città da un morbo che avrebbe colpito il bestiame; per questo motivo alla festa partecipavano i pastori. Durante l'assedio romano, Livio e Plutarco parlano della celebrazione di una festa in onore di Artemide che avrebbe potuto liberare la città dall'assedio.

### Atena
(Cicerone,  Verrine,  Actionis in C. Verrem Secvndae, IV, 52.)

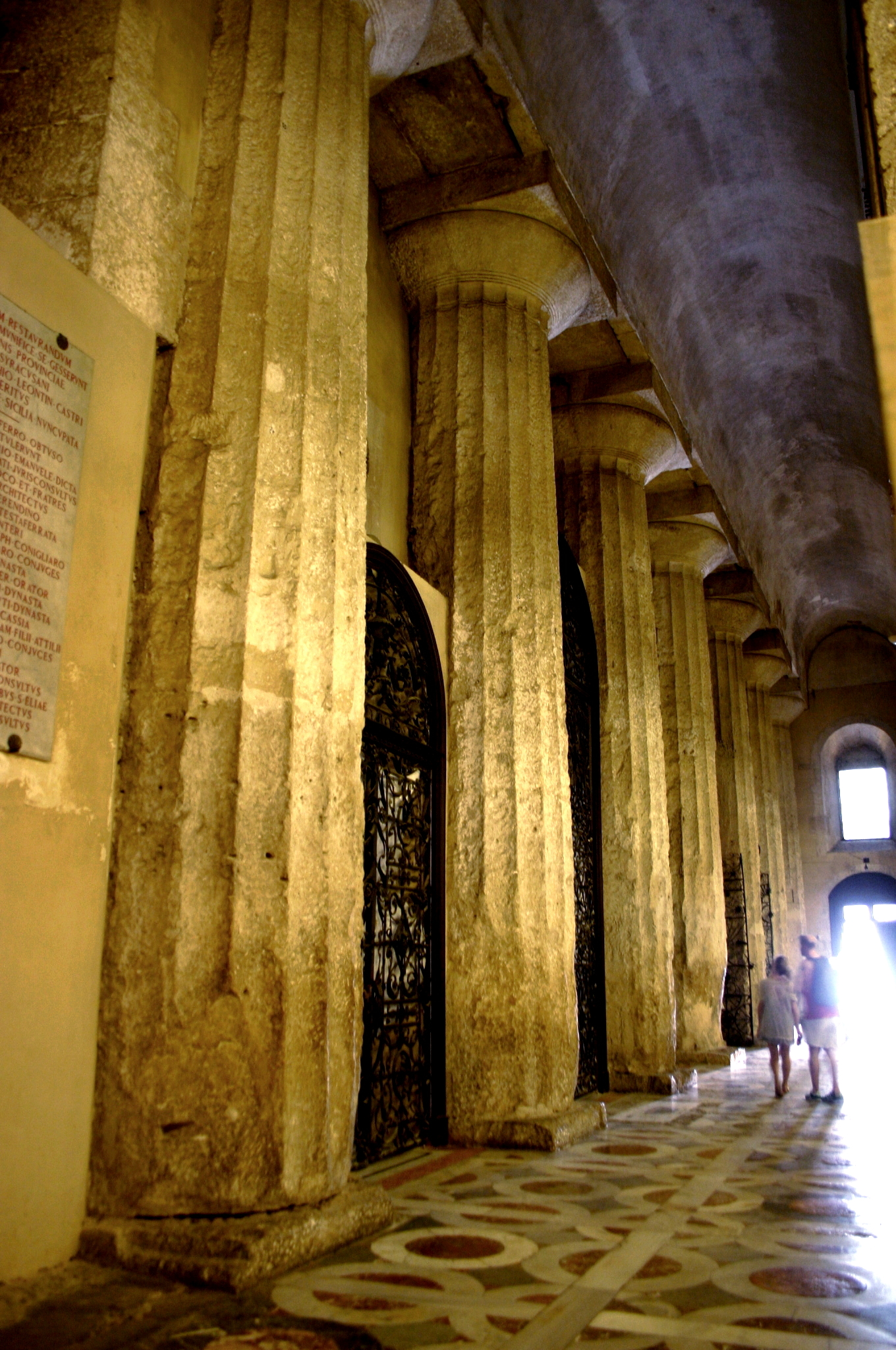
Le colonne dellAthenaion di Siracusa incorporate nel Duomo

Come testimoniano Cicerone e le tante raffigurazioni della dea sulle monete della polis, Atena era molto amata dai Siracusani; essa era considerata la protettrice dei navigatori e la sua saggezza guidava alla vittoria le armate delle poleis. In cima all'Athenaion di Siracusa un grosso scudo dorato aveva proprio il compito di indicare ai naviganti la costa, come fosse stato un enorme faro luccicante. E l'incisore Eukleidas, operante a Siracusa nel tempo in cui detennero il potere Ermocrate e Dionisio I, ebbe il compito di raffigurare la dea Atena sui conii emessi dalla polis attorniata da delfini; noto simbolo di Siracusa, per celebrare la vittoria sulle armate di Atene, ottenuta con il favore della dea.
Marco Claudio Marcello conquistata la città propiziò doni ad Atene di Lindo, mentre il pretore Verre spoliò il tempio siracusano da ogni oggetto prezioso. Probabilmente furono i Dinomenidi, tramite il primo tiranno di Siracusa, Gelone, a importare nella polis il culto per questa dea. Il suo tempio sorse sulle fondamenta di uno più antico e affiancato ad un altrettanto antico e raro tempio ionico, conosciuto come l'Artemision di Siracusa. L'Athenaion che Cicerone descrive sontuosamente, edificato sul lato di levante dell'isola di Ortigia, venne verso il IV secolo d.C. consacrato a Cristo in quanto divenuto nuovo tempio del Cristianesimo e dedicato alla Madonna.
Se pur si è concordi nell'identificazione del tempio, sono sorti alcuni dubbi riguardo alla frase di Ateneo, il quale nel descrivere lo scudo dorato dell'Athenaion dice che esso era l'ultima cosa che i marinai vedevano prima che Siracusa scomparisse alle loro spalle; si è quindi ipotizzato che il luogo ideale dove si verificasse ciò non fosse l'area sacra posta al centro dell'isola ma un punto più aperto vicino al mare, come il lato di ponente della stessa isola.

### Demetra e Kore

#### Il culto e il mito per le divinità ctonie a Siracusa

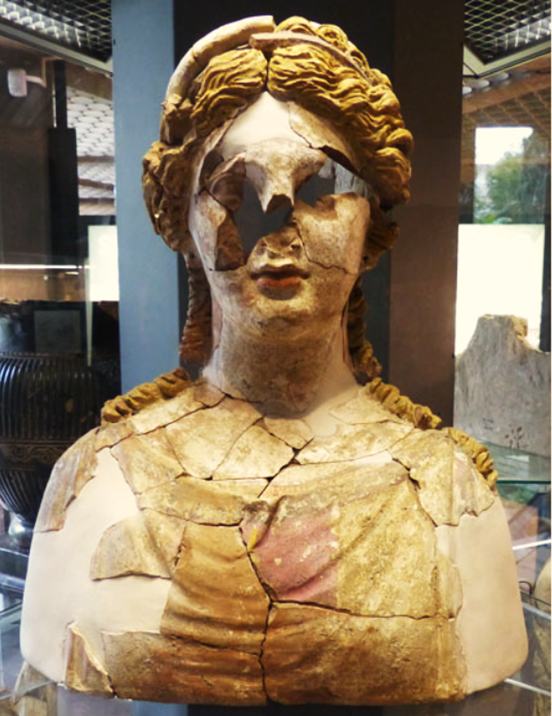
Busto di Kore rinvenuto nel tempio delle due dee ctonie a Siracusa, V secolo a.C., museo archeologico regionale Paolo Orsi

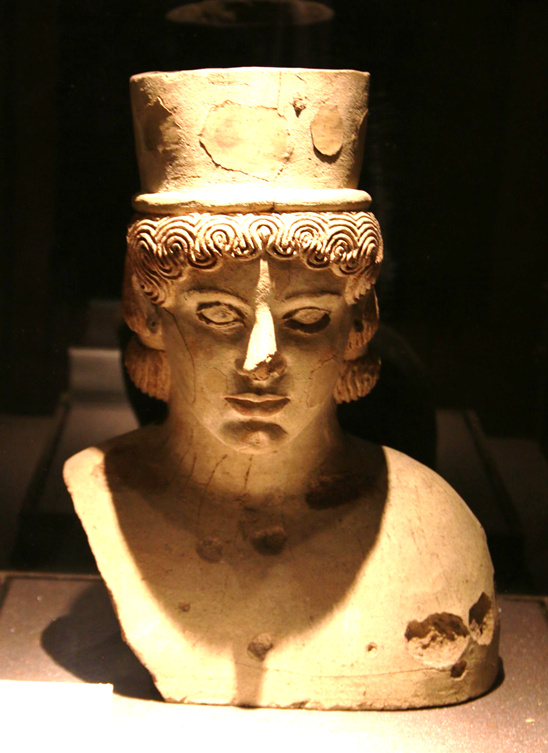
Busto di Demetra, V secolo a.C., provenienza ignota, coll. Biscari, castello Ursino (Catania)

Il culto di Demetra e Kore, come visto, si intreccia a Siracusa profondamente con quello della ninfa Ciane e in maniera significativa anche con la figura della ninfa Aretusa. Narra il mito siciliano che dopo la scomparsa della figlia, prima che Aretusa la informasse del suo destino, Demetra la cercò per tutta l'isola, salendo fin sulla cima dell'Etna, adoperando la lava del vulcano per accendere grosse fiaccole che potessero aiutarla nella ricerca. Non potendo riavere Kore al suo fianco, la Madre-Terra si rifiutò di risalire in cielo e ciò comportò lo sconvolgimento della natura: il suo lutto segnò l'inizio della carestia per le campagne siciliane e quelle di tutto il mondo:
(Ovidio, Metamorfosi, V, 474-484.)
Si sostiene che fu Gelone di Gela, ierofante di Demetra e Kore - ierofantia ereditata dai Dinomenidi - a diffondere il culto per le divinità ctonie a Siracusa e da qui nel resto della Sicilia. Ma non tutti concordano con questa affermazione. Stando alle antiche fonti, per volere del tiranno geloo venne eretto nel 480 a.C. il tempio di Siracusa consacrato a Demetra e Kore, sorto per celebrare la vittoria sui Cartaginesi sconfitti ad Imera. Gelone, ierofante degli «dei ctoni», certamente ricoprì un ruolo molto importante nel propagandare il culto di Demetra e Kore, ma più verosimilmente i Greci raccolsero questa eredità culturale dalle popolazioni autoctone dell'isola che già in tempi preistorici veneravano divinità della terra, dell'agricoltura, con altri nomi; un caso celebre è rappresentato dalla dea Iblea, identificata sia con una Grande Madre, la divinità che rappresenta la maternità, la creazione, e sia con Afrodite-Persefone, dea della rigenerazione della natura, della fertilità, il cui culto, dato l'epiteto della dea (se di epiteto si tratta), doveva avere avuto origine presso il sito geografico di Ibla; località siciliana egemone ignota, ma che non può trovarsi troppo distante da Siracusa, dato che le antiche fonti collocano la sua area di influenza nei dintorni della polis aretusea.
Da sottolineare inoltre come il mito greco-siciliano che coinvolge Siracusa ricalchi, e in certo senso mescoli, in maniera notevole i miti mesopotamici della dea sumerica Inanna (Discesa di Inanna negli Inferi) e della dea babilonese Ištar (Discesa di Ištar negli Inferi); si tratta infatti in tutti e tre i casi di dee che scendono negli inferi, costrette a rimanervi, e la loro risalita in superficie rappresenta la rigenerazione della Terra. Mentre la figura di Demetra corrisponde nel mito mesopotamico a quella maschile del dio babilonese Dumuzi, che come Demetra può avere al suo fianco la dea infera per 6 mesi l'anno e in questo arco di tempo, in cui Kore/Inanna/Ištar resuscita, la natura si risveglia e subentra la primavera e l'estate.

#### Il culto nelle colonie siracusane
La Sicilia è strettamente legata al mito di Demetra, la dea della vita e della morte, e Kore, la dea alla quale per volere di Zeus venne concessa in dote l'intera isola. Due luoghi in particolar modo compaiono nel mito e nel culto: Enna, luogo in cui Kore venne rapita e indiscusso centro del mito, e Siracusa, luogo dal quale la medesima dea raggiunse il regno di Ade e principale luogo propagandistico del culto. Interessante notare che queste due città sono tra l'altro storicamente legate, al punto tale che secondo la fonte di Stefano di Bisanzio, Henna, sorta al centro della Sicilia, venne fondata dai Siracusani nel 664 a.C.; la coppia divina rinsalda questo antico rapporto.
Il riscontro del culto delle due dee ctonie nelle colonie siracusane è molto importante per stabilirne la presenza anche nella madre-patria poiché, specialmente nei primi tempi, Siracusa era ben presente sotto tutti gli aspetti nelle sue fondazioni, per cui esse riflettono in maniera veritiera l'immagine socio-culturale della polis. Ad esempio nella colonia posta a sud, Eloro, che rappresentava il confine sacro della chora aretusea verso la costa, è stato portato alla luce un santuario di Demetra e Kore risalente al tardo VI secolo a.C., ed esso era direttamente collegato con Siracusa tramite una strada che si suppone fosse processionale. Il VI secolo a.C. è anche la datazione espressa per il busto di Kore rinvenuto nella colonia di Siracusa posta sulle cime più alte dei monti Iblei, Casmene (nei pressi dell'odierna Buscemi), sul monte Casale. Qui l'archeologo Paolo Orsi rinvenne un altro santuario consacrato a Demetra e Kore. Tracce eloquenti del culto delle due dee si sono trovate anche nella colonia posta più a ovest di Siracusa, Camarina, definita apoikia in quanto autosufficiente, anche se in questo luogo il culto sembra avere più che altro caratteristiche private e non pubbliche. Infine ad Akrai (odierna Palazzolo Acreide), la prima colonia degli aretusei fondata sui monti che coronavano la polis, gli scavi hanno riportato alla luce un Thesmophorion composto da circa 25 ambienti per il culto di Demetra e Kore, risalente al III secolo a.C.; sorto in età ellentistica per volere del re siracusano Ierone II, al quale era particolarmente caro il culto delle due dee poiché consapevole del grande seguito che esso aveva tra il popolo. Akrai è inoltre importante perché sede di antichi culti indigeni, estranei al Pantheon greco: un esempio sono i cosiddetti «Santoni» di Akrai, notevole santuario nel quale è stato riconosciuto il principale centro di culto della dea anatolica Cibele; significativo il fatto che questa Magna Mater fosse stata identificata dall'Orsi e da Pace con Demetra.

#### La festa e i templi di Demetra e Kore

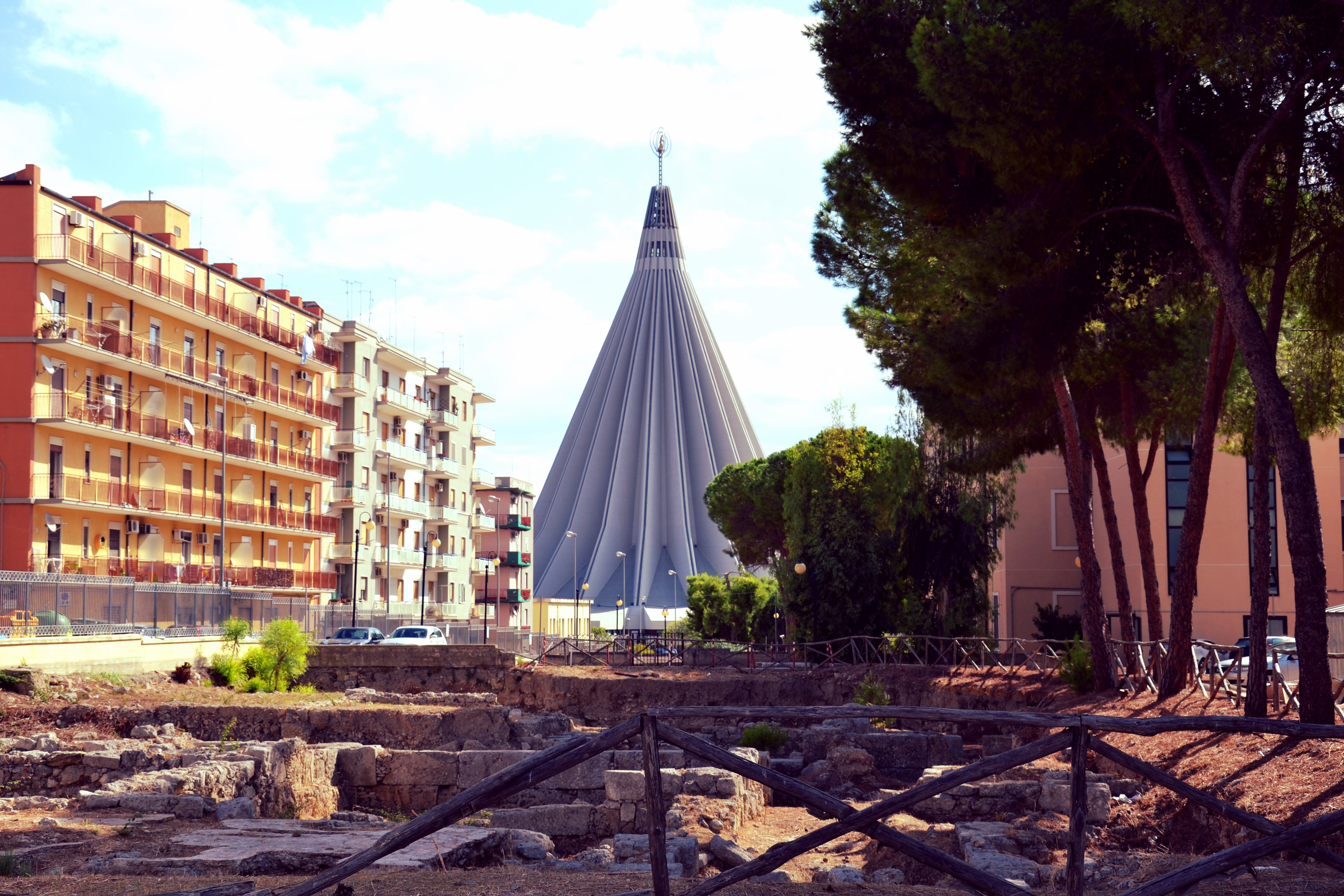
La seconda area votiva di Siracusa dedicata a Demetra e Kore di cui parlava Cicerone, rinvenuta nell'Acradina. Sullo sfondo il santuario segna il sito dell'altro tempio dedicato alle due dee

Dopo la vittoria su Imera fece innalzare templi per le dee nel quartiere Neapolis, rafforzando il culto. Secondo Diodoro Timoleonte salpando da Corinto fu accompagnato dalle dee per sorreggerlo nell'impresa di Sicilia.
Diodoro racconta che a Siracusa la festa era celebrata nel tempo delle seminagioni e durava dieci giorni. Ateneo e Plutarco parlano anche delle Tesmoforie di Siracusa, il che fa supporre ad un legame tra le feste. Esse infatti avvenivano entrambe a ottobre. Eraclide aggiunge che per la festa delle Tesmoforie si facevano focacce di sesamo e miele, poi portati in giro in onore delle dee. C'era anche la festa delle Anagoge o Anodos di Cora, ossia il suo ritorno in cielo dalla madre. Callippo inoltre giurò presso il tempio delle Tesmofore, cioè di Demetra e Core, poi anche Agatocle. Divenne comune giurare anche per le donne.

Le dee figuravano in molte monete antiche come fanciulle con la fiaccola in mano.

### Dioniso
Lo storico Timeo parla dell'esistenza di una festa legata a questo culto, dove in un banchetto pubblico i convitati facevano a gara a chi lo bevesse prima. A dirigere la gara era proprio lo stesso principe Dioniso, che proponendo un premio al vincitore, ostentava un carattere democratico del suo regno. Inoltre Polemone di Atene parla di un'usanza presso i marinai, che in alto mare, quando non vedevano più lo scudo del tempio di Atena di siracusa, gettavano in mare un calice pieno di fiori e aromi in onore a Dioniso, ritenuto protettore dei naviganti.

### Hermes
Si sa che in suo onore si celebravano delle feste, nelle quali si facevano giochi di lotta tra fanciulli in onore di Hermes Agonios. A Siracusa Dioniso innalza sull'Anapo diversi ginnasi, opera poi proseguita da Gerone II.

### Poseidone
Essendo Corinto la madrepatria dove fioriva il suo culto, esso era giunto anche a Siracusa. Secondo Plutarco, Archia da Corinto, il mitologico fondatore della città, sarebbe giunto sulle coste siciliane a causa dell'ira di Poseidone, scatenata per via della supplica di Melisso, genitore dell'argivo Atteone; il giovane morto a causa del rapimento da parte di Archia, il quale andò incontro per questo motivo all'ira funesta di Poseidone che maledisse l'intera Corinto spingendolo ad auto-esiliarsi. Mentre secoli dopo Timoleonte venuto in soccorso di Siracusa, mandò doni al dio nel tempio di Corinto. Il culto appare anche nelle monete siracusane.

### Zeus
Zeus era un dio importante per Siracusa, lo attesta la presenza di un monumento ad esso dedicato nella zona dei Pantanelli, di cui parla persino Cicerone. Un successivo tempio fu innalzato da Gerone II presso l'attuale foro. Il culto probabilmente proveniva da Corinto, città fondante.

Dopo la vittoria della battaglia di Imera Gelone aveva fatto costruire una statua del dio a Olimpia. Con la cacciata di Trasibulo di Siracusa, invece, si affermò anche il culto di Zeus Eleutherios, innalzando una statua colossale.
Per le festività in onore di Zeus si immolavano 450 buoi poi estesa nella famosa Ara di Ierone.

## Altre divinità

### Asclepio

#### Il culto per la divinità della medicina

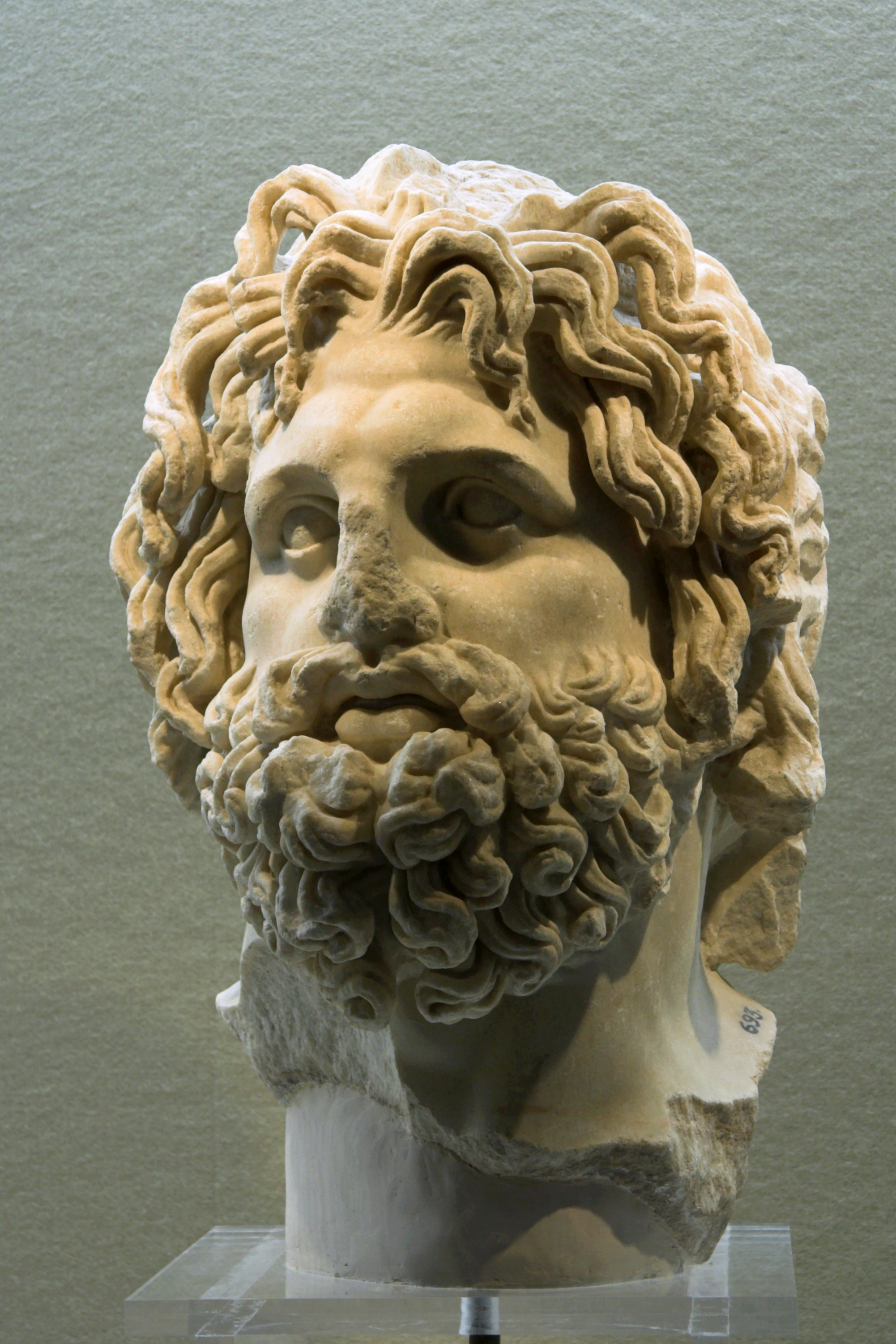
Testa del dio Asclepio proveniente dall'anfiteatro romano di Siracusa, risalente al 14-27 d.C., tipo Phyromachos

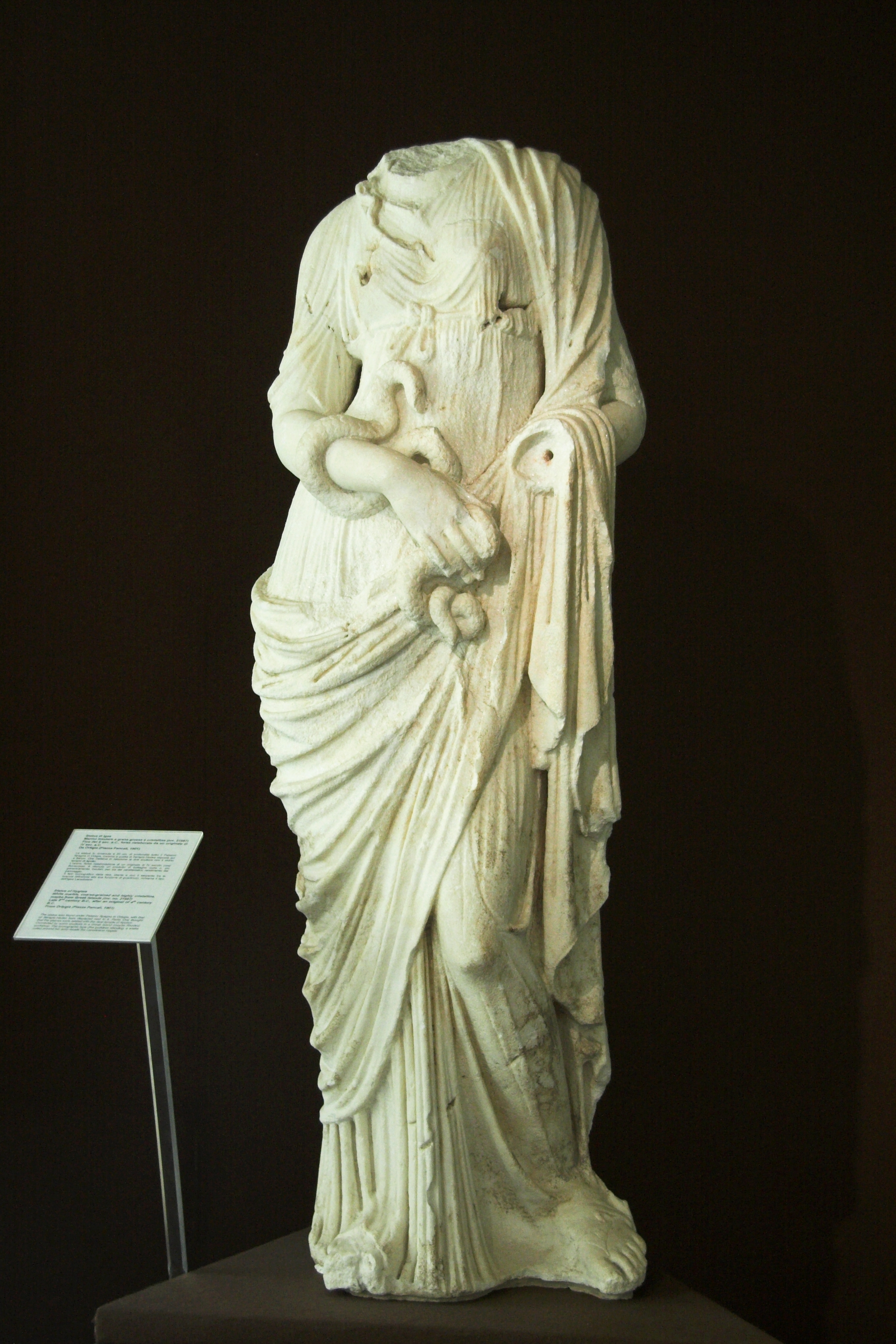
Statua di Igea, figlia di Asclepio, dea della salute, rinvenuta a Siracusa nei pressi del tempio di Apollo

Da Siracusa proviene la più antica attestazione del culto di Asclepio nel Mediterraneo (IV secolo a.C.). Numerosi storici antichi ne testimoniano il culto nella polis: Ateneo di Naucrati afferma che il tiranno Dionisio I sottrasse una trapeza d'oro dal tempio del dio, mentre per Polieno, il tiranno mise in vendita le offerte d'oro e d'argento che i Siracusani avevano donato al dio. Gli antichi Romani Cicerone, Valerio Massimo, il berbero Arnobio e il suo allievo Lattanzio raccontano del furto della barba d'oro della statua di Asclepio sempre ad opera di Dionisio I; noto per i suoi stratagemmi finanziari volti a sostenere il costo del suo numeroso esercito e oggetto di una spietata critica anti-tirannica da parte dei filosofi del suo tempo (cfr. le critiche di Platone e quelle di Lisia nei confronti del suo governo). Ma a parte i sacrilegi compiuti da Dionisio I, che sono al centro degli scritti degli storici sopracitati, le loro testimonianze sono preziose poiché attestano con certezza la presenza del culto per il dio della medicina a Siracusa.
Cicerone è inoltre particolarmente prezioso perché dà modo di associare il culto siracusano per Asclepio a quello ben noto della città dell'Argolide, Epidauro, appellando con tale toponimo la statua del dio sita in Siracusa. Oltre ciò, lo storico di Arpino informa dell'esistenza di un tempio dedicato al dio in questione, quando afferma che il pretore Verre, la cui sede era Siracusa, rubò una statua di Apollo all'interno del luogo sacro votato dai Siracusani ad Asclepio.

#### Collocazione del suo tempio
Diversi i luoghi ipotizzati per l'Asklepieion: presso il Ginnasio romano dove sono stati rinvenuti reperti assimilabili ad un Asklepieion e una statua raffigurante il dio; nell'area dell'anfiteatro romano, Neapolis, dove è stata riportata alla luce una testa marmorea del dio risalente ad epoca augustea; presso l'isola di Ortigia, accanto al tempio di Apollo, ipotesi più probabile, poiché Asclepio era considerato figliod ella divinità Apollo, e a supporto di ciò sono state rinvenute in zona una statua d'epoca romana della dea della salute Igea ed un'iscrizione greca dedicata ad un medico.
Il dio compare inoltre sulle monete bronzee della polis.
Altri reperti siracusani raffiguranti Asclepio

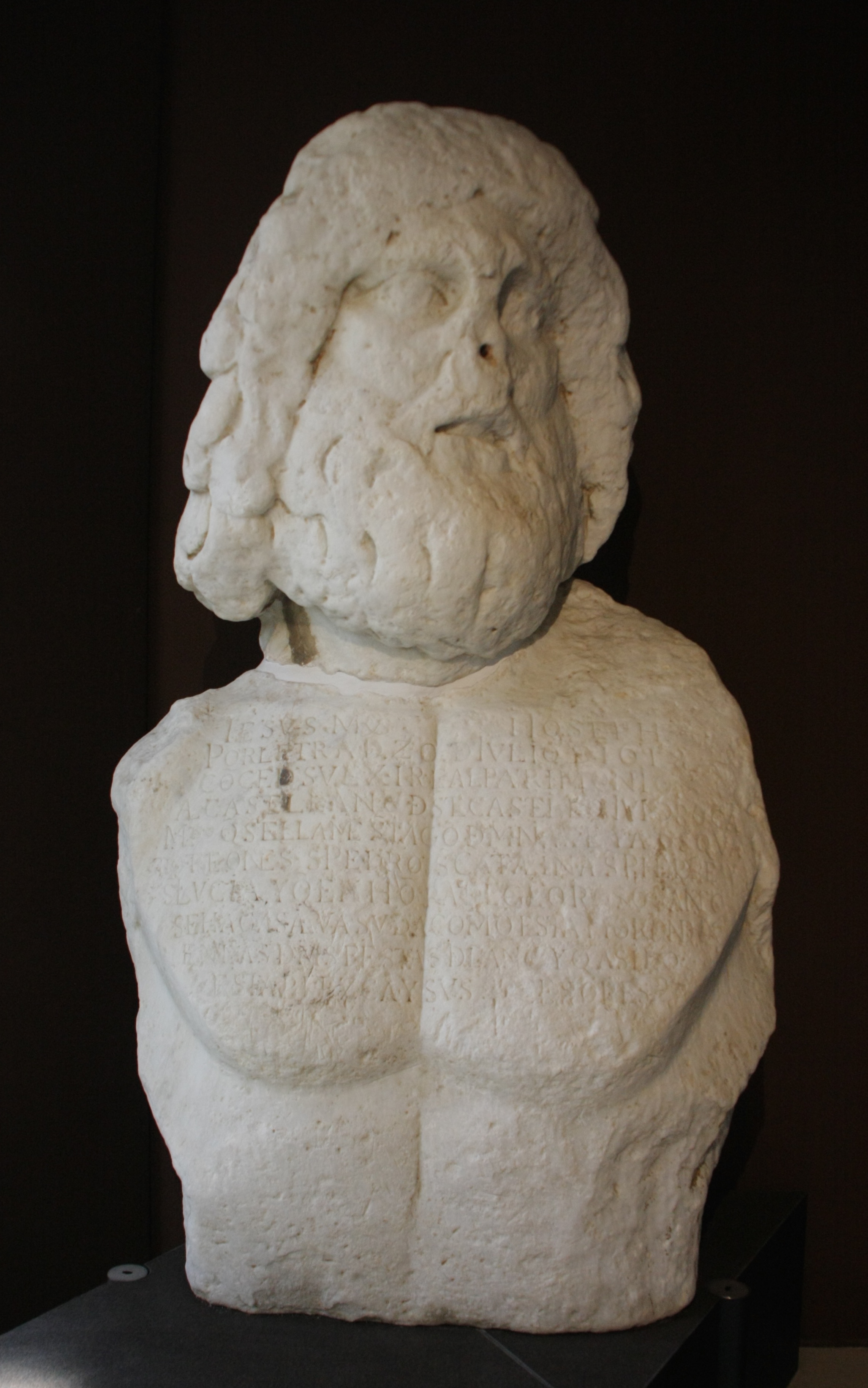
Statua colossale di Asclepio rinvenuta presso il castello Maniace
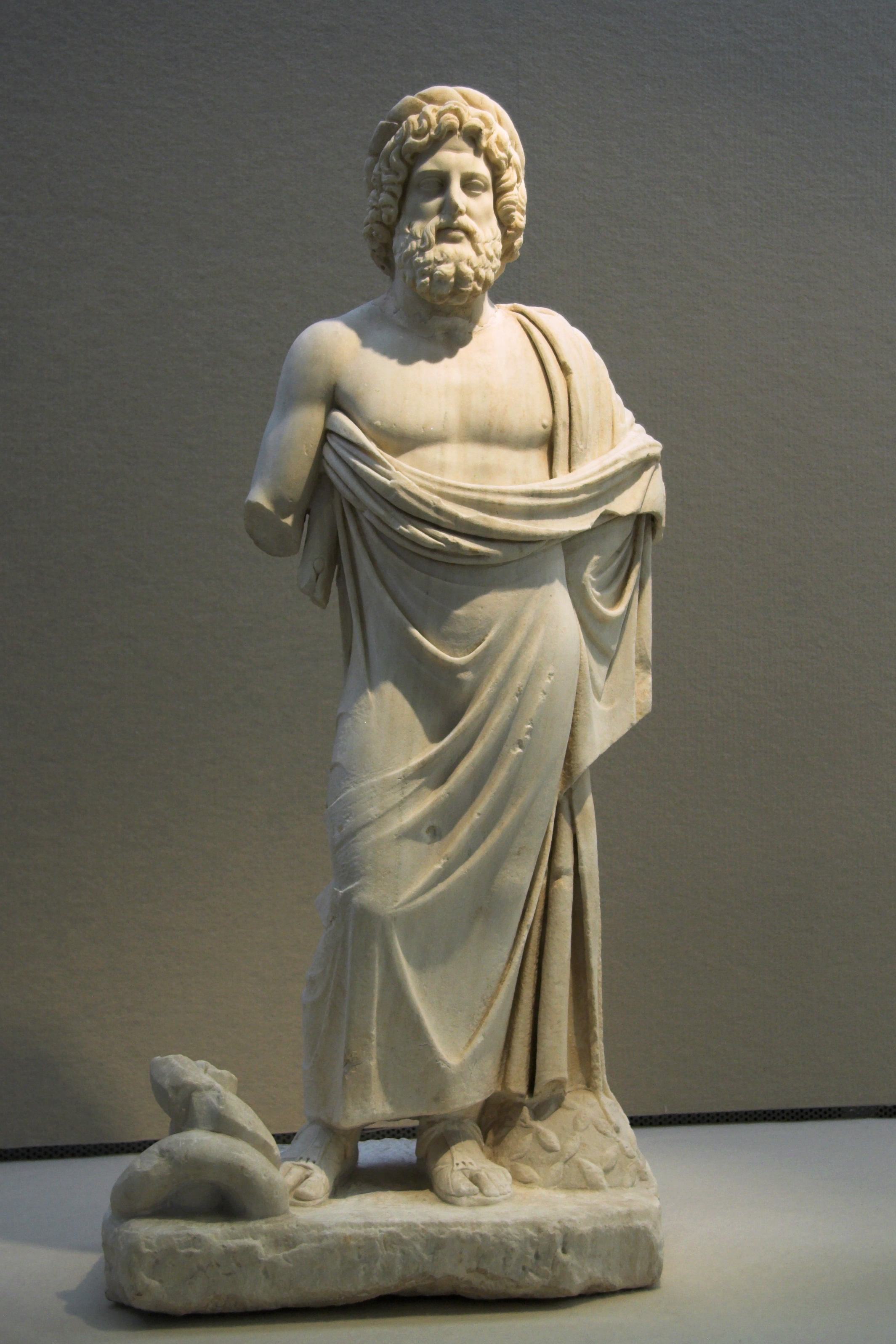
Statua di Asclepio rinvenuta presso il Ginnasio Romano

### Eolo
Plutarco parlando di Dione di Siracusa narra dei sacrifici che egli fece in favore del dio affinché arrecasse vittorie. Il dio è anche rappresentato nelle monete siracusane e il culto diffuso nelle colonie.

### Iside e Serapide
L'esistenza di culti egiziani è confermata dall'esistenza di epigrafi dedicatorie, nonché da Cicerone della presenza di un tempio di Serapide. Infatti il rinvenimento di una statua di marmo con scritte in geroglifico fa supporre la presenza del tempio nell'attuale Ginnasio Romano.

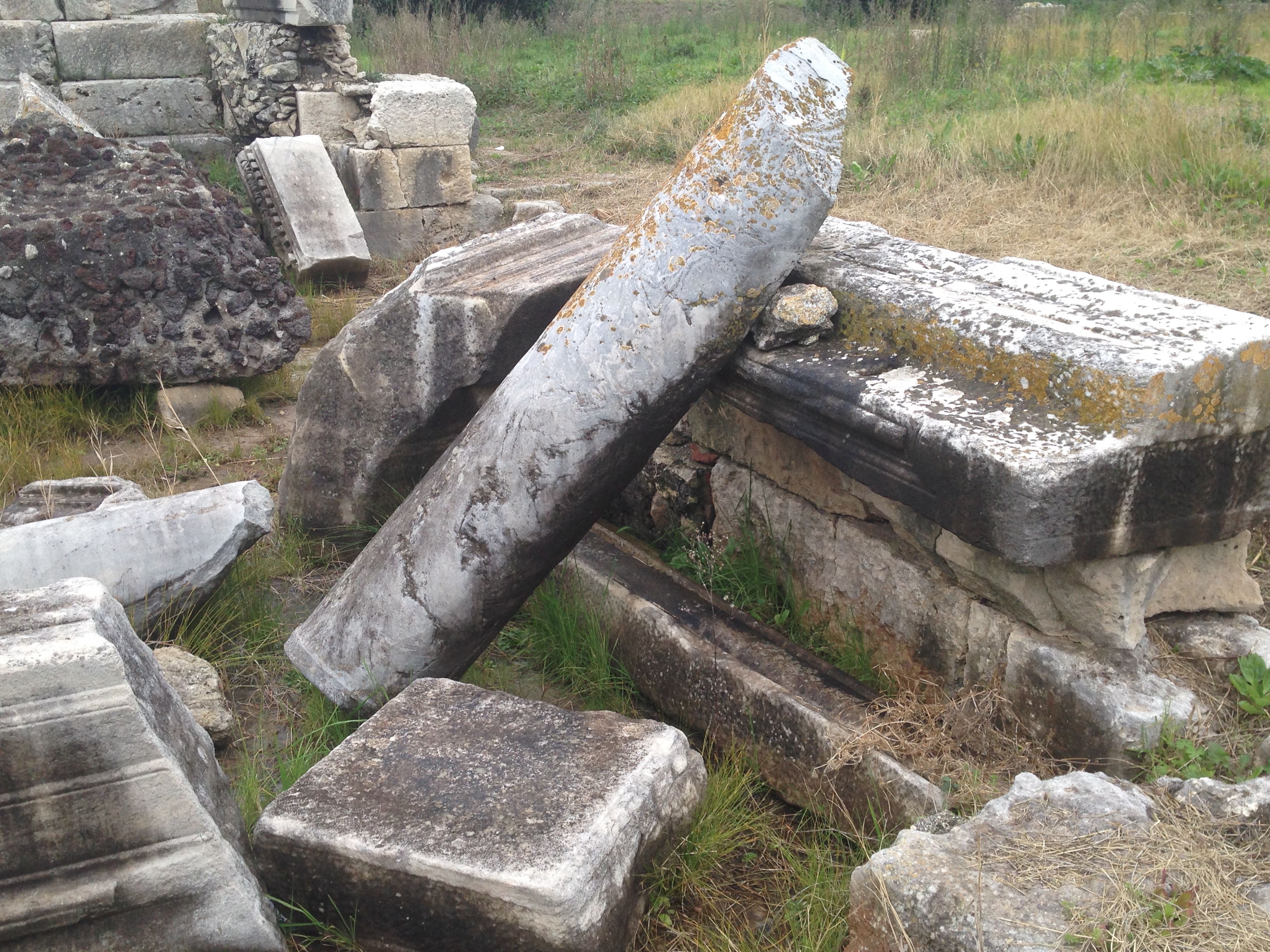
I resti del tempio dedicato al dio egizio Serapide, edificato nel Ginnasio di Siracusa

(Cicerone, In Verrem II 2 - 160)

### Tiche
Il culto di Tiche assume una particolare importanza anche per l'esistenza di un omonimo quartiere, dove c'era un tempio della dea, come spiega Cicerone, nella descrizione dei quartieri della città. Il quartiere, considerato il più popoloso e frequentato, era dotato di un tempio alla dea Tycha, oltre ad altri edifici di culto e un ginnasio. Diodoro Siculo sottolinea come, nel 450 a.C., Ducezio si fa supplice entrando nell'agorà (l'odierno Foro) e implorando pietà al governo democratico di Siracusa. L'opinione prevalente del consiglio degli anziani era che Ducezio fosse stato vittima della sorte, e che uccidere un supplice vittima della Fortuna, avrebbe provocato la rabbia degli dei. Per questo Ducezio fu risparmiato e inviato a Corinto. Questo passaggio ci fa comprendere come Tycha fosse molto importante per i Siracusani, visto che il demos della città invocò la grazia per Ducezio, per rispetto a questa divinità. 